# Anthochaera
Anthochaera  (Lelhoningeters) is een geslacht van zangvogels uit de familie honingeters (Meliphagidae).

## Soorten
Het geslacht kent de volgende soorten:
- Anthochaera carunculata – Roodlelhoningeter
- Anthochaera chrysoptera – Kleine lelhoningeter
- Anthochaera lunulata – Westelijke lelhoningeter
- Anthochaera paradoxa – Geellelhoningeter
- Anthochaera phrygia – Geschubde lelhoningeter